# Phaser (Musik)
Der Phaser ist ein verzögerungszeitbasierter Effekt, der im Pedalboard eines Rigs zur Verfremdung von Instrumenten (üblicherweise Gitarre, aber auch Keyboards oder Bass, seltener Schlagzeug) sowie der menschlichen Stimme als Soundeffekt eingesetzt wird. Er wird erzeugt durch ein Filter mit mehreren Auslöschungen und Erhöhungen im Frequenzspektrum, deren Frequenzen üblicherweise moduliert werden, so dass sich der Effekt periodisch ändert. Der Effekt klingt ähnlich dem Flanger, der gewisse Phasenverschiebungen mit einer zeitverzögerten Kopie des Originalsignals erreicht.

## Vorgehensweise
Der Effekt wird erzeugt, indem das Audiosignal zwei verschiedene Signalwege durchläuft. Der eine Signalteil bleibt unverändert, während der andere durch eine Serie von Allpassfiltern geschickt wird, die die Sinuswellen des Audiosignals auf spezielle Weise zeitlich verschieben. Das verschobene Signal wird dem Originalsignal wieder zugemischt, wobei sich jene Wellen gegenseitig auslöschen, deren Phasen um 180° verschoben sind. Das heißt, je mehr sich ein Wellental einem zugemischten Wellenberg nähert, desto mehr löschen sie sich gegenseitig aus, und desto leiser wird der jeweilige Frequenzanteil.  So ergibt sich eine Kammfilterstruktur; bei Anwendung mehrerer Allpassfilter mit unterschiedlich langen Verschiebungen ergibt sich eine komplexere Kammfilterstruktur.
Durch Modulation der Phasenverschiebung mit einem Low Frequency Oscillator entsteht der typische Rotations-Effekt.
Im Gegensatz zum Flanger, der mittels Tonband, Eimerketten- oder Digitalspeicher eine gesamtheitliche Zeitverschiebung aller Sinuswellen jeglicher Frequenz bewirkt, erfahren im Allpassfilter Sinuswellen unterschiedlicher Frequenz unterschiedliche Zeitverschiebungen. In einem Allpassfilter erster Ordnung, beispielsweise, verschieben sich die Phasen hoher Töne sehr stark und jene der tieferen Töne nur schwach oder gar nicht. Die daraus resultierenden Kammfilterkurven reihen sich im Frequenzspektrum in logarithmischen Abständen aneinander; beim Flanger sind diese linear verteilt. Daher sind die Klangbilder des Phasers und Flangers nicht identisch.

## Aufbau

Phasengang, Amplitudengang und Z-Ebene eines Phasers

Zum Aufbau der Allpassfilter ist es sinnvoll, Allpässe zweiter Ordnung zu verwenden, da diese eine Phasenverschiebung von 0° auf 360° erzeugen, so dass bei Addition mit dem ungefilterten Signal bei der Grenzfrequenz eine Phasenverschiebung von 180° entsteht, was eine Auslöschung dieser Frequenz zur Folge hat. Bei Phasenverschiebungen von 0° oder 360° wird der Klang nicht verändert.
Über eine Gewichtung der beiden Signalwege lässt sich die Stärke des Effektes regeln.
Der Low Frequency Oscillator dient dazu, die Auslöschungs-Frequenzen periodisch schwanken zu lassen. Er wird über zwei weitere Parameter, Amplitude und Frequenz, gesteuert.

## Herkunft
Der amerikanische Komponist Steve Reich entdeckte den Phasing-Effekt gegen Mitte der 1960er Jahre für seine Musik. Einige Rockbands der Psychedelic-Ära der späten 1960er Jahre setzten Phasing ein, um ihren Songs einen schwingenden, entrückten Sound zu geben.

## Klangbeispiele
- E-Gitarre und Gesang bei Pictures of matchstick men von Status Quo (1968)
- Chor-Gesang im Refrain von Sheer Heart Attack von Queen (1977)
- E-Bass in Bring on the Night von The Police (1979)
- E-Gitarre in Cockoo Cocoon von Genesis (1974)
- E-Gitarre in Have a Cigar von Pink Floyd (1975)
- E-Gitarre in Strange World von Iron Maiden (1980)
- Schlagzeug in Kashmir von Led Zeppelin (1975)
- einige Synthesizer auf dem Album "Oxygène" von Jean Michel Jarre (1976)